# Estela de Magnetia
La Estela de Magnetia es una estela encontrada en la localidad asturiana de Sotu Cangues en el concejo de Cangas de Onís.
La estela presenta una inscripción que la relaciona con los primeros movimientos del cristianismo en el norte de España siendo encontrada en una zona en la que se asentaba la tribu astur-cántabra de los vadinienses.
La pieza se conserva en el museo arqueológico de Asturias.
- Datos: Q5849263